# Benedetto Andrea Doria
Benedetto Antonio Doria francisé en Benoît André Doria  (né à Rogliano le 20 novembre 1722, mort à La Spezia le 17 septembre 1794)  est un ecclésiastique qui fut évêque d'Ajaccio de 1759 à 1790.

## Biographie
Benedetto Antonio Doria est issu de la famille patricienne des Doria originaire de la république de Gênes. Il nait à Rogliano dans le diocèse de Mariana. Nommé évêque d'Ajaccio en 1759, il est consacré par le cardinal Joaquín Fernández Portocarrero avec comme co-consécrateurs Diego Andrea Tomacelli et Gerardo Giannettasio. Après la cession de la Corse, il devient conseiller du roi de France. En 1771 il réunit un synode diocésain. Dépossédé de son diocèse par la constitution civile du clergé, il est contraint de quitter son siège épiscopal et de se réfugier en Italie en 1791. Il meurt à La Spezia le 17 septembre 1794.